# MNRK Music Group
MNRK Music Group (ausgesprochen „Monark“; ehemals Koch Records und eOne Music [ˈiːwʌn ˈmju:zɪk]) ist ein US-amerikanisches Independent-Label. Es wurde 1987 von Michael Koch als Koch Records (auch KOCH Records geschrieben) gegründet und hat seinen Sitz in New York City. Seit 2019 gehört das Label als MNRK Music Group zu Blackstone.

## Geschichte
Seit 2005 gehörte Koch als Tochterunternehmen zum kanadischen Medienunternehmens Entertainment One. Nach eigener Darstellung war es das größte unabhängige Plattenlabel der USA und hatte sowohl 2006 als auch 2007 unter diesen die meisten Alben in den Charts des Billboard-Magazins.

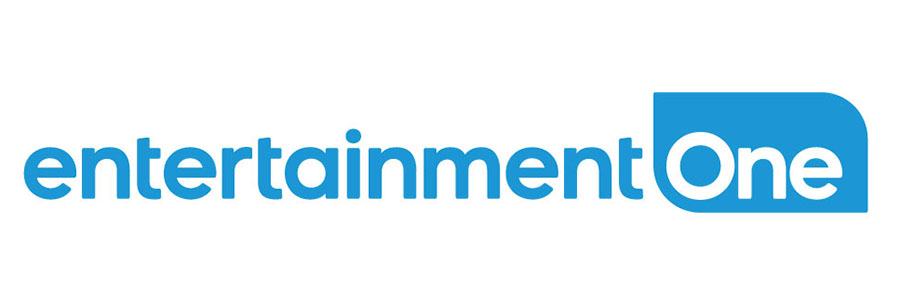

Die Veröffentlichung von Datenträgern im europäischen Raum erfolgte seit 2002 durch die Universal Music Group; sie erschienen als „E1 Universal“. Ab dem 22. Januar 2009 wurde KOCH Records offiziell unter dem Namen „E1 Music“ geführt, später folgte die Umstellung auf die Schreibweise „eOne Music“.
Hasbro übernahm im August 2019 das Unternehmen für 4 Mrd. Dollar wegen der TV-Produktionen für Kinder (z.b. „Peppa Pig“) und verkaufte die Musikabteilung mit den Labeln Koch Music, Dualtone, Death Row Records an die Investmentfirma Blackstone.
The Lumineers, Brandy, The Game, Blueface, Juicy J, Pop Evil, Shovels and Rope und Jonathan McReynolds veröffentlichen auf den Labels. Die Gruppe hält Verlagsrechte von Mariah Carey, Celine Dion, Cardi B und anderen.
Die MNRK Music Group hat einige Niederlassungen rund um die Welt, darunter in New York, Los Angeles, Toronto, Nashville, Miami, London, Hamburg und Melbourne.
Die Gruppe feierte 2021 das zwanzigjährige Bestehen von Dualtone Records und das dreißigjährige von Death Row Records.